# Stericta philobrya
Stericta philobrya är en fjärilsart som beskrevs av Turner 1937. Stericta philobrya ingår i släktet Stericta och familjen mott. Inga underarter finns listade i Catalogue of Life.